# Flins-Neuve-Église
Flins-Neuve-Église är en kommun i departementet Yvelines i regionen Île-de-France i norra Frankrike. Kommunen ligger i kantonen Houdan som tillhör arrondissementet Mantes-la-Jolie. År 2022 hade Flins-Neuve-Église 160 invånare.

## Befolkningsutveckling
Antalet invånare i kommunen Flins-Neuve-Église
| Referens: INSEE |